# Stary Sącz
Stary Sącz là một thị trấn thuộc huyện Nowosądecki, tỉnh Małopolskie ở nam Ba Lan. Thị trấn có diện tích 15 km². Đến ngày 1 tháng 1 năm 2011, dân số của thị trấn là 9003 người và mật độ 600 người/km².